# Rusheen McDonald
Rusheen Darian McDonald (Mandeville, 17 de agosto de 1992) es un deportista jamaicano que compite en atletismo, especialista en las carreras de velocidad y vallas.
Ganó una medalla de plata en el Campeonato Mundial de Atletismo de 2013 y dos medallas en el Campeonato Mundial de Atletismo en Pista Cubierta, en los años 2024 y 2025.

## Palmarés internacional
| Campeonato Mundial                   | Campeonato Mundial    | Campeonato Mundial | Campeonato Mundial |
| Año                                  | Lugar                 | Medalla            | Prueba             |
| ------------------------------------ | --------------------- | ------------------ | ------------------ |
| 2013                                 | Moscú (Rusia)         | Medalla de plata   | 4 × 400 m          |
| Campeonato Mundial en Pista Cubierta |                       |                    |                    |
| Año                                  | Lugar                 | Medalla            | Prueba             |
| 2024                                 | Glasgow (Reino Unido) | Medalla de bronce  | 60 m vallas        |
| 2025                                 | Nankín (China)        | Medalla de plata   | 4 × 400 m          |